# Ari Bazão
Ariovaldo Guilherme, mais conhecido como Ari Bazão (Jaú, 2 de agosto de 1969), é um treinador e ex-futebolista brasileiro que atuava como zagueiro. 

## Carreira
Ari participou do Campeonato Mundial de Futebol Sub-20 de 1989 pela Sel=eção Brasileira, que terminou em terceiro lugar. Em clubes, defendeu Corinthians, Guarda (2 passagens), Amora, Sporting da Covilhã, ASAZGUA, Deportivo Carchá, Aurora e Cobán Imperial, onde encerrou sua carreira em 2010.
No ano de 2013, iniciou sua carreira de treinador ao assumir o Deportivo Jalapa da segunda divisão da Guatemala.

## Títulos

### Clube
Corinthians
- Campeonato Paulista de 1988[3]